# Universidade da Califórnia em San Diego
A Universidade da Califórnia, em San Diego, é uma universidade de pesquisa pública localizada no bairro de La Jolla, em San Diego, Califórnia, nos Estados Unidos. A universidade ocupa 2.141 acres (866 ha) perto da costa do Oceano Pacífico, com o campus principal utilizando aproximadamente 1.152 acres (466 ha). Fundada em 1960, perto da já existente Scripps Institution of Oceanography, a UC San Diego é a sétima mais antiga das dez universidades da Califórnia e oferece mais de 200 programas de graduação e pós-graduação, envolvendo cerca de 28.000 estudantes de graduação e 8.000 estudantes de pós-graduação.
UC San Diego é organizada em seis faculdades residenciais de graduação (Revelle, John Muir, Thurgood Marshall, Earl Warren, Eleanor Roosevelt e Sixth), cinco divisões acadêmicas (Artes e Humanidades, Ciências Biológicas, Jacobs School of Engineering, Ciências Físicas e Ciências Sociais) e cinco escolas de graduação e profissionais (Rady School of Management, Instituição Scripps de Oceanografia, Escola de Política e Estratégia Global, Escola de Medicina e Escola de Farmácia Skaggs e Ciências Farmacêuticas). Uma proposta de Escola de Saúde Pública está em fase de planejamento. A UC San Diego Saúde, o único sistema de saúde acadêmico da região, oferece atendimento ao paciente, realiza pesquisas médicas e educa os futuros profissionais da saúde no Centro Médico da UC San Diego, no Hillcrest e no Jacobs Medical Center.
A universidade opera 19 unidades de pesquisa organizadas (ORUs), incluindo o Centro de Pesquisas Energéticas, Instituto Qualcomm (uma filial do Instituto de Telecomunicações e Tecnologia da Informação da Califórnia), San Diego Supercomputer Center e o Instituto Kavli de Cérebro e Mente, além de oito unidades de pesquisa da Faculdade de Medicina, seis centros de pesquisa na Scripps Institution of Oceanography e duas iniciativas multi-campus, incluindo o Instituto de Conflito e Cooperação Global. A UC San Diego também é afiliada a vários centros de pesquisa regionais, como o Instituto Salk, o Instituto de Descoberta Médica Sanford Burnham Prebys, o Consórcio Sanford para Medicina Regenerativa e o Instituto de Pesquisa Scripps. De acordo com a Fundação Nacional de Ciências, a UC San Diego gastou US $ 1,101 bilhão em pesquisa e desenvolvimento no ano fiscal de 2015, classificando-a em 5º lugar no país.
Em agosto de 2018, professores, pesquisadores e ex-alunos da UC San Diego tinham vencido 27 prêmios Nobel e 3 medalhas de campo, oito medalhas nacionais de ciência, oito bolsas MacArthur e dois prêmios Pulitzer. Além disso, do atual corpo docente, 29 foram eleitos para a Academia Nacional de Engenharia, 70 para a Academia Nacional de Ciências, 45 para o Instituto de Medicina e 110 para a Academia Americana de Artes e Ciências.